# Mindaba
Mindaba (en rus: Мындаба) és un poble de la república de Sakhà, a Rússia, que en el cens del 2010 tenia 792 habitants, pertany al districte de Borogontsi.